# Acordo de Birao
O Acordo de Birao é um acordo de paz assinado em 1 de abril de 2007 em Birao entre o governo da República Centro-Africana sob François Bozizé e um grupo rebelde centro-africano, a União das Forças Democráticas para a Reunificação (UFDR), tendo em vista a cessação das hostilidades e à integração deste último na gestão do Estado. Este foi o segundo acordo que tentou pôr fim à guerra civil centro-africana de 2004–2007 após o Acordo de Sirte, anulado pela sua rejeição por dois dos principais líderes rebeldes.

## Contexto
Como resultado da rebelião organizada pela UFDR após o golpe de Estado do presidente Bozizé, ocorreram confrontos violentos. Foi tentada a mediação através do líder líbio Muammar Gaddafi com vista a pôr fim ao conflito. Essa mediação levou à assinatura de um acordo de paz em fevereiro de 2007 entre o presidente Bozizé e Abdoulaye Miskine, um dos líderes rebeldes da UFDR.
No entanto, alguns dos principais líderes rebeldes, como Michel Djotodia, então presidente da UFDR e detido numa prisão em Cotonou, recusaram-se a assinar este acordo. Algumas semanas depois, as negociações para um segundo acordo começaram na tentativa de  mitigar as tensões.

## Negociações e assinaturas
As negociações para a assinatura deste acordo foram marcadas pela intervenção de Omar Bongo, então Presidente da República do Gabão, que se colocou como autoridade superior a garantir o cumprimento do referido acordo.
Este acordo foi, portanto, assinado em Birao por Zacharia Damane em nome da UFDR e Raymond Ndougou, então prefeito de Ouham-Pendé, em nome do governo. No entanto, Zacharia Damane sendo um ex-colaborador político do presidente deposto Ange-Félix Patassé, não era muito apreciado por Michel Djotodia. A partir de então, este último e Abakar Sabone, seu companheiro de cela em Cotonou, não se consideraram vinculados ao acordo de paz e as hostilidades prosseguiram.